# Taccia

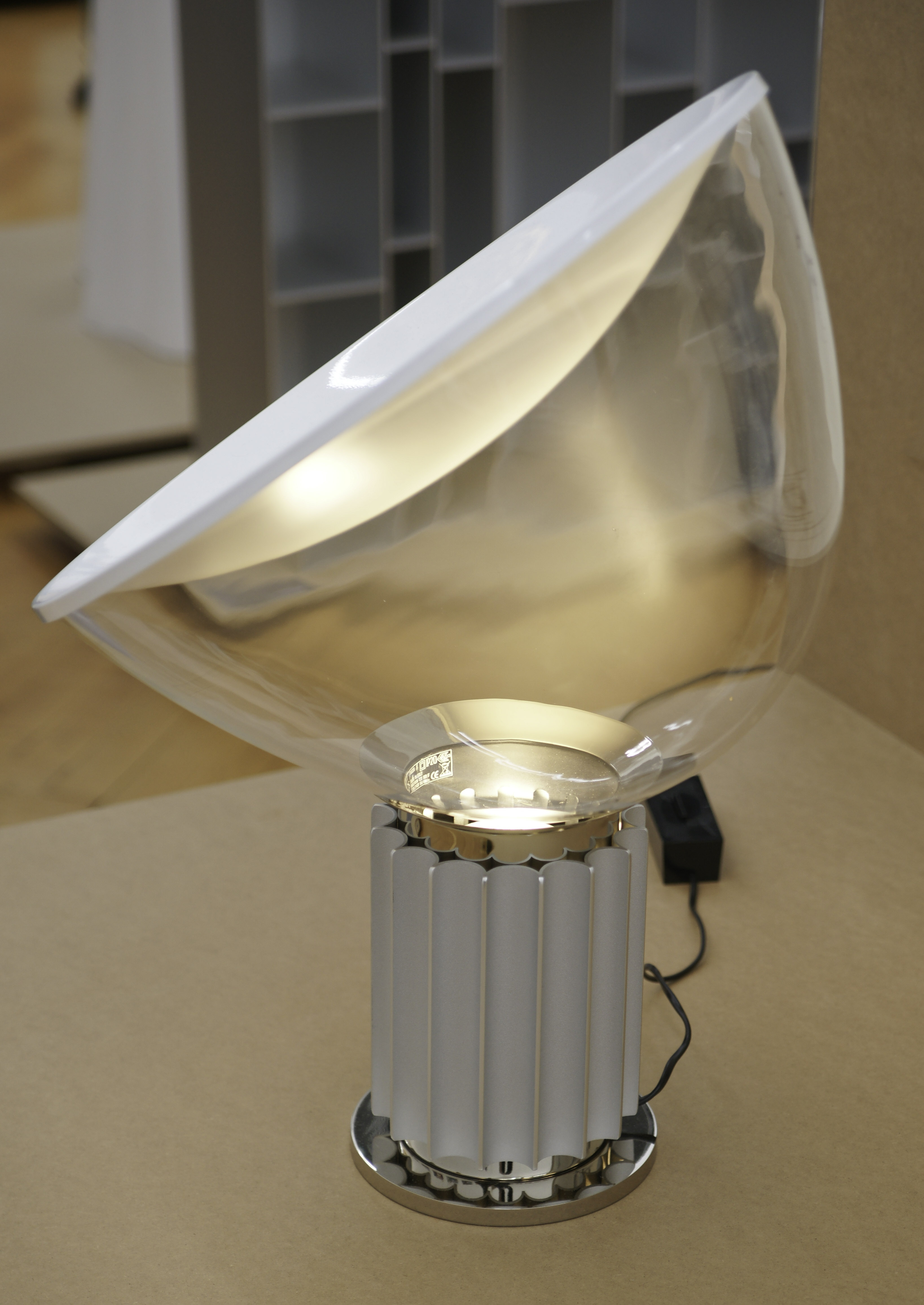
Taccia

Taccia ist eine Schreibtischleuchte, die von den italienischen Industriedesignern Achille und Pier Giacomo Castiglioni 1958 entworfen wurde. Der Prototyp wurde im darauf folgenden Jahr am Illinois Institute of Design vorgestellt, mit dem Leuchtenhersteller Flos wurde die Leuchte zur Marktreife gebracht und ab 1962 produziert.
Die 66 cm hohe Leuchte besteht aus drei Grundbestandteilen: dem Sockel, in dem der Leuchtkörper untergebracht ist, einer Schale aus Glas und einem Aluminiumreflektor. Der Aluminiumsockel ist einer Säule nachempfunden, in ihm befinden sich die Fassung der Glühbirne, die Birne selbst sowie Lüftungslöcher zur Wärmeabfuhr. Das Licht tritt nach oben aus dem Sockel aus, wo es von dem konisch geformten Aluminiumreflektor durch das Glas in den Raum reflektiert wird. Die Glasschale ist nicht am Sockel befestigt, damit der Winkel des Lichtscheins durch ein Drehen der Schale beliebig ausgerichtet werden kann.
Die Kombination von Industrieästhetik mit der Form einer klassischen Säule gilt als Vorwegnahme der ironischen Formsprache des postmodernen Designs. Taccia wurde in die Sammlung des Metropolitan Museum of Art aufgenommen.